# Cyclocephala longicollis
Cyclocephala longicollis är en skalbaggsart som beskrevs av Hermann Burmeister 1847. Cyclocephala longicollis ingår i släktet Cyclocephala och familjen Dynastidae. Inga underarter finns listade i Catalogue of Life.